# 黃鍾 (正德進士)
黃鍾（1476年—？年），字伯魁，直隸隆慶州（今北京市延慶區）民籍，江西贛州府贛縣人，明朝政治人物。

## 生平
正德五年（1510年）庚午科順天府鄉試第六十六名舉人，正德六年（1511年）登辛未科第二甲第十四名進士。六年八月授户科給事中，十年五月升工科右，十一年二月升兵科左，十二月升吏科都，十三年七月升順天府府丞，丁憂服闋，嘉靖二年（1523年）二月復除原職，添注管事，九年十一月升南京光禄寺卿，十年二月升都察院右副都御史、巡抚山西，十一年九月因病乞休。

## 家族
曾祖黃澂，曾任知州；祖父黃㫤；父黃寧。前母田氏；母傅氏。慈侍下。弟鏜、鋭。